# Sesamum ekambaramii
Sesamum ekambaramii är en sesamväxtart som beskrevs av Naidu. Sesamum ekambaramii ingår i släktet sesamer, och familjen sesamväxter. Inga underarter finns listade i Catalogue of Life.